# Krassin
Il rompighiaccio Krassin (in russo Красин, Krasin), varato come Svjatogor nel 1916, entrato in servizio per la Marina Imperiale Russa il 31 marzo 1917 e poi ribattezzato nel 1927 per onorare l'allora da poco defunto Leonid Borisovič Krasin fu una delle navi più famose della flotta sovietica.
Fu costruito, su ordine dell'allora ministro della Marina Imperiale, dai cantieri navali del Regno Unito Armstrong Whitworth in base al progetto del viceammiraglio Makarov.
Il Krassin ebbe una carriera costellata di episodi ricchi di interesse, prendendo parte ad operazioni militari, a spedizioni scientifiche ma anche a quella che - secondo alcuni - sarebbe stata la prima operazione di salvataggio internazionale, ovvero il recupero di alcuni dei sopravvissuti dell'equipaggio del dirigibile Italia, precipitato sulla banchisa polare durante il rientro dalla spedizione al Polo Nord guidata da Umberto Nobile.

## Visita alla nave
La nave attualmente è ancorata a San Pietroburgo, lungo le rive della Neva, ed è diventata un museo.
La visita guidata del rompighiaccio, che si tiene in russo e dal 2010 anche in inglese, permette di vedere un ponte, la cabina e l'alloggio del comandante e di un suo ufficiale, la mensa ufficiali, il ponte di comando, la sala comunicazioni/carteggio e una piccola mostra con foto e descrizioni delle principali spedizioni della nave.